# LaCoste (Teksas)
LaCoste je grad u američkoj saveznoj državi Teksas. Prema popisu stanovništva iz 2010. u njemu je živjelo 1.119 stanovnika.